# Five for Fighting
Five for Fighting é o nome artístico usado pelo cantor e compositor americano Vladimir John Ondrasik III.
Em 2000, John recebeu disco de platina pelo álbum America Town do qual fez parte o hit "Superman (It's Not Easy)" tema do seriado Smallville.
Em 2004, o álbum The Battle for Everything chegou ao topo das paradas na América. Ondrasik também lançou um DualDisc contendo The Battle for Everything na íntegra e o clipe da música 100 Years.
Em 2006 foi lançado o quarto álbum de estúdio do Five for Fighting chamado Two Lights.
Em 2007, o músico criou um site chamado "What Kind Of World Do You Want" cujo objetivo é levantar fundos para várias instituições. O site permite aos fãs fazerem upload de vídeos respondendo à pergunta central: "Que tipo de mundo você quer?" (trecho retirado de sua canção, "World"). Ainda em 2007 ele coordenou a produção de um CD para ser distribuído gratuitamente para tropas americanas que se encontrem em frentes de batalha.
Em 2009, o filme Um Sonho Possível (The Blind Side) teve a música "Chances" de sua autoria e interpretação na trilha sonora original sob a responsabilidade de Carter Burwell. A música tocou no final do filme onde as fotos das pessoas reais a qual o filme foi baseado apareciam.

## Discografia

### Álbuns de estúdio
- 1997: Message for Albert
- 2000: America Town #54 U.S., #30 Australia
- 2004: The Battle for Everything #20 U.S.
- 2004: The Battle for Everything (Limited Edition 2 Disc Set)
- 2005: The Battle for Everything (DualDisc)
- 2006: Two Lights #8 U.S.
- 2007: Back Country
- 2009: Slice
- 2013: Bookmarks

### Singles
| Ano  | Música                          | U.S. Hot 100 | U.S. Adult Top 40 | U.S. AC Chart | Billboard Pop 100 | Hot Digital Songs | Australia | Álbum                     |
| ---- | ------------------------------- | ------------ | ----------------- | ------------- | ----------------- | ----------------- | --------- | ------------------------- |
| 2001 | "Superman (It's Not Easy)"      | 14           | 3                 | 2             | -                 | 70                | 2         | America Town              |
| 2002 | "Easy Tonight"                  | -            | 18                | -             | -                 | -                 | -         | America Town              |
| 2002 | "America Town"                  | 108          | -                 | -             | -                 | -                 | -         | America Town              |
| 2004 | "100 Years"                     | 28           | 3                 | 1             | -                 | 30                | 32        | The Battle for Everything |
| 2004 | "The Devil in the Wishing Well" | -            | 23                | -             | -                 | -                 | -         | The Battle for Everything |
| 2005 | "If God Made You"               | -            | -                 | 20            | -                 | -                 | -         | The Battle for Everything |
| 2006 | "The Riddle"                    | 40           | 8                 | 4             | 39                | 27                | -         | Two Lights                |
| 2006 | "World"                         | -            | 15                | -             | -                 | -                 | -         | Two Lights                |
| 2007 | "I Just Love You"               | -            | -                 | 24            | -                 | -                 | -         | Two Lights                |
| 2007 | "Chances"                       | -            | -                 | 24            | -                 | -                 | -         | Two Lights                |